# Marie-Alphonse Ratisbonne
Marie-Alphonse Ratisbonne, N. D. S., (1 de mayo de 1814, Estrasburgo, Alsacia, Francia - 6 de mayo de 1884, Ein Karem, Mutasarrifato de Jerusalén, Imperio otomano), conocido en español también como Alfonso de Ratisbona, fue un judío francés que se convirtió al catolicismo. Consagrado sacerdote jesuita, se dedicó a la evangelización y fundó la Congregación de Nuestra Señora de Sion, destinada a la conversión de judíos al catolicismo.

## Biografía
Nació el 1 de mayo de 1814 en Estrasburgo, Alsacia, el undécimo de los trece hijos que tuvieron Auguste Ratisbonne y su mujer, Adelaide Cerfbeer, miembros de una conocida familia de banqueros judíos. Su padre era el presidente del Consejo Provincial de Alsacia. Su madre murió cuando él tenía 4 años. Fue educado, como sus hermanos, en un ambiente de asimilación, integrado en la sociedad secular francesa; cercano a posturas socialistas.
En 1827,  su hermano mayor, Marie-Théodore Ratisbonne, se convirtió al catolicismo, y fue ordenado presbítero en 1830. Según el propio Alfonso, esto lo llevó a enemistarse con su hermano y adoptar una postura adversa hacia la Iglesia católica.
Después de estudiar derecho en París, Alphonse se integró en el banco familiar. En 1841, a los 27 años, anunció que estaba comprometido con su prima de 16 años, Flore. Debido a su juventud, su familia decidió posponer la boda. Para pasar aquel tiempo, decidió hacer un viaje por Europa hasta llegar a Jerusalén. Llegó a Roma el 6 de enero de 1842. En la ciudad se encontró con un antiguo compañero de clase de Estrasburgo llamado Gustave, protestante, que le presentó a su hermano Marie-Théodore Renouard, vizconde de Bussierre.

## Conversión
Théodore de Bussierre se había convertido del protestantismo al catolicismo y se encontraba en la ciudad de Roma para reunirse con un grupo de católicos franceses en peregrinación. Bussierre le presentó a Alphonse a amigos católicos y le pidió que se colgase al cuello la Medalla de la Virgen Milagrosa y que copiase la oración Memorare para su rezo. Alphonse aceptó hacerlo a manera de prueba, se colocó la medalla y escribió la oración. La mañana del 20 de enero de 1842, Alphonse acompañó a Théodore a solicitar la misa del funeral de un amigo de ambos, el conde de Ferronays. Se dirigieron a la Basílica de Sant'Andrea delle Fratte, junto a la plaza de España de Roma. Mientras visitaba la basílica, en la cual hay obras artísticas de Bernini y Borromini, se le apareció en la Capilla de San Miguel una mujer de extraordinaria belleza, con una gran luz, como la Virgen Milagrosa de la medalla. Posteriormente Théodore le llevó a la Iglesia del Gesù, de la Casa Profesa de la Compañía de Jesús, y le presentó al sacerdote Philippe de Villefort, al cual contó aquel suceso.
Él mismo escribió, refiriéndose a los hechos:

La Virgen no pronunció ninguna palabra, pero yo lo comprendí todo... experimenté un cambio tan completo que creí ser otro, la alegría más ardiente brotó del fondo de mi alma; no podía hablar... no sabría dar cuenta de las verdades de las cuales había adquirido conocimiento y fe. Todo lo que puedo decir es que cayó el velo que tenía ante los ojos; no un solo velo, sino que se desvaneció la multitud de velos que me rodeaba... salí de un abismo de tinieblas, vi al fondo del abismo las miserias extremas de las que había sido sacado por obra de una misericordia infinita... tantos hombres descienden tranquilamente a este abismo con los ojos cerrados por el orgullo y la indiferencia... Se me pregunta cómo he aprendido estas verdades, pues es cierto que nunca he abierto un libro de religión, ni he leído nunca una sola página de la Biblia: todo lo que sé es que, entrando en la iglesia, lo ignoraba todo, y saliendo, lo veo todo claro... no teniendo ningún conocimiento literal, interpreté el sentido y el espíritu de los dogmas, todo esto entró en mí, y estas impresiones, mil veces más rápidas que el pensamiento, no solamente conmovieron mi ánimo, sino que lo dirigieron hacia una nueva vida... Los prejuicios contra el Cristianismo ya no existían, el amor de Dios había tomado el lugar de cualquier otro amor.

Luego fueron a dar gracias a la Virgen a la Basílica de Santa María la Mayor y, después, fueron a la Basílica de San Pedro. Théodore de Busierre le contó la historia de la Conversión de San Pablo.
El general de los jesuitas, Chlapowski, presentó a Alphonse  y a Théodore al papa Gregorio XVI, quien los bendijo. Además, le regaló a Ratisbonne un Crucifijo con especiales indulgencias.
Fue bautizado el 31 de enero de 1842 por el cardenal Costantino Patrizi Naro. En su bautismo añadió a su nombre el de Marie (María) por el papel que había tenido la Virgen en su conversión. Después se confirmó e hizo la primera comunión.
Entre el 11 de febrero y el 12 de abril, el Vaticano realizó el proceso canónico para verificar el milagro. Por Decreto del 3 de junio de 1842 se corroboró lo sobrenatural del hecho.
La Basílica de Sant'Andrea delle Fratte fue otorgada por Sixto V en 1585 a la Orden de los Mínimos de San Francisco de Paula. En la capilla se colocó una imagen de la Virgen María realizada por Natale Carta. Fue coronada canónicamente por el Cabildo Vaticano el 17 de enero de 1892. En 1868 fue aprobada la Pía Unión de Nuestra Señora del Milagro. Benedicto XV, en una audiencia privada al corrector general de los mínimos, calificó a esta basílica como "pequeño Lourdes de la Ciudad Eterna". En 1942, con ocasión del primer centenario de la aparición, la capilla fue restaurada.
Después de la aparición del 20 de enero, Alphonse permaneció seis semanas más en la Casa Profesa de la Compañía de Jesús de Roma, bajo la dirección espiritual de Philippe de Villeforte. Escribió a su prometida judía Flore que, si quería casarse con él, debía convertirse al catolicismo. Ella le respondió que no. Alphonse decidió hacerse sacerdote. El 20 de junio de 1842 entró en el noviciado jesuita de Toulouse y, después, se trasladó a Saint-Acheul, en el distrito de Amiens. Completó sus enseñanzas académicas en Laval, donde fue ordenado sacerdote el 23 de septiembre de 1848.
Vittorio Messori, en su libro Ipotesi su Maria (2005), hace un paralelismo entre la repentina conversión de Ratisbonne y la de André Frossard.

## Congregación de Nuestra Señora de Sion
Théodore Ratisbonne estaba en París como director asistente de la Archicofradía del Inmaculado Corazón de María en la Basílica de Notre-Dame-des-Victoires de París y como capellán de un orfanato de niñas cercano. Desde su bautismo, quiso hacer apostolado entre los judíos para su conversión al catolicismo pero no sabía cómo. El 1 de febrero de 1842, recibió una carta de Théodore de Bussierre con la historia la conversión de Marie-Alphonse. Posteriormente, recibió una carta de Alphonse diciéndole que comenzase su labor educando a niños judíos que contasen con el permiso de sus padres. Él no sabía si eso era adecuado, y rezó a la Virgen pidiéndole una señal sobre esto. Ese mismo día recibió otra carta de un amigo sacerdote informándole de que una mujer judía quería que sus dos hijas fuesen educadas como cristianas. Poco después, otras mujeres judías le hicieron la misma petición.
Alphonse, sacerdote jesuita, pasó a enseñar latín en el Colegio de la Inmaculada Concepción, en la calle Vaugirard de París. Sin embargo, no se consideraba a sí mismo adecuado como profesor y pensaba que la aparición del 20 de enero de 1842 podía significar que debía de hacer otras cosas. Théodore Ratisbonne decidió ir a Roma y plantear el caso de su hermano a los jesuitas y al sumo pontífice. Pío IX le contestó que debían cumplir la Voluntad de Dios. En 1852, con el permiso del papa y con autorización de los jesuitas, Alphonse pasó a contribuir con la obra de apostolado de su hermano. La casa de la Congregación de Nuestra Señora de Sion estaba en la calle Notre Dame des Champs de París.
En 1855 Alphonse hizo una peregrinación a Tierra Santa. Desembarcó el 9 de septiembre de 1855 en Jaffa. En este lugar, los peregrinos tuvieron que estar en cuarentena por el cólera y los equipajes les fueron requisados. Al día siguiente se los devolvieron pero su cartera había sido robada. Por esto, se encontraba sin dinero. En Jerusalén, se hospedó en la Casa Nova de los franciscanos. Luego fue a visitar al patriarca Giuseppe Valerga en Nazaret. En aquel entonces, solo se encontraban en Tierra Santa los franciscanos y dos congregaciones de monjas: las Hermanas de San José de la Aparición, que se instalaron en Jerusalén en 1848; y las Hermanas de Nazaret, que se instalaron en Nazaret en 1851. La mañana del 11 de octubre, día en que iba a entrevistarse con el patriarca, Alphonse celebró la Eucaristía en la Basílica de la Anunciación. Posteriormente, le planteó al patriarca Valerga la instalación de su congregación en Tierra Santa y este le dio su aprobación.
En noviembre de 1855 Théodore le escribió a Alphonse que buscase una sede para la congregación. En enero de 1856 escribió también a la princesa de La Tour d’Auvergne diciéndole que querían fundar un convento de religiosas en Jerusalén.
Sin embargo, entonces aquella región era del Imperio Otomano y este solo permitía a los cristianos instalarse en los Santos Lugares. El 20 de enero de 1856, cuando caminaba por la Vía Dolorosa, conoció a Mathias Marroun, del Consulado de Australia. Este le mostró el lugar donde se encontraba el Enlosado (en hebreo Gábata y en griego Lithostrotos) del pretorio, donde estuvo Jesús cuando se encontraba ante Poncio Pilatos. Estaba cerca del Arco del Ecce Homo. El propietario turco del terreno estaba dispuesto a venderlo. Sin embargo, la congregación no tenía recursos para esto y, en abril, Théodore le escribió que regresase a París. Alphonse celebró la Eucaristía en Gifne, a las afueras de Jerusalén, y cuando regresaba, cayó del caballo y se rompió el brazo derecho y la muñeca. Como se encontraba herido, no pudo ir a Jaffa para regresar a Francia. Dos días después de regresar a Jerusalén, recibió un cheque de su hermana Ernestine Beyfus con la misma cantidad que le habían robado en Jaffa cuando llegó, y el mensaje de que no tenía dudas de que su misión era de Dios. Esto fue interpretado por la congregación como una señal divina y decidieron fundar esta sede en Jerusalén. El 20 de abril hicieron sus votos en París las religiosas Noemi Heumann, Victorine Le Boisne, Electra Valentin y Marthe Laborde. El 4 de mayo de 1856 Théodore las acompañó a Marsella, donde tomaron un barco a Jaffa. Luego llegaron a Jerusalén, donde se alojaron con las Hermanas de San José de la Aparición y luego se trasladaron a una casa alquilada cerca de la Puerta de Damasco, donde estuvieron casi seis años.
El 20 de enero de 1858 Alphonse celebró una misa con las monjas en el Lugar Santo. En 1862 se finalizaron las obras del convento y el orfanato. La Basílica de Ecce Homo fue finalizada en 1868.
En la segunda mitad del siglo XIX el orfanato contaba con cien niñas. También daban clases a 120 niñas judías y musulmanas. Tenían un dispensario para dar atención sanitaria gratuita a personas de todas las religiones.
En octubre de 1856 fueron desde Francia tres monjas más, acompañadas por la princesa de La Tour d’Auvergne. Ella donó un terreno en el Monte de los Olivos para la construcción de una escuela de arte y artesanía. Como el terreno era muy inclinado no era adecuado para la construcción y Alphonse no lo pudo utilizar. Durante años, permaneció como un terreno agrícola. En 1980, según un proyecto del papa Pablo VI, el historiador judío Jules Isaac y el pastor protestante Mac Boegner, el terreno fue convertido en un jardín para la oración, desde el que se puede contemplar la Ciudad Vieja de Jerusalén. Puede ser visitado por personas de todas las religiones.
En octubre de 1858 Théodore visitó Jerusalén por primera vez. Al principio, Alphonse regresaba en ocasiones a Europa, ya fuere por motivos de salud o para recoger donaciones para la construcción del convento. Entre sus benefactores estuvieron Flore y su marido, Alexander Singer.
Debido al calor veraniego de Jerusalén y a las frecuentes epidemias de fiebres de aquel entonces, Hanna Carlo, del Consulado de Francia, ofreció a las religiosas el alquiler de una casa de cuatro habitaciones a las afueras, en el distrito de Ein Karem, cerca de la Iglesia de la Visitación. También estaba cerca del Convento de San Juan de la Montaña, de los franciscanos, que tenían ahí una Casa Nova, y de la Iglesia de San Juan Bautista. Las monjas se trasladaron a esta casa el 1 de mayo de 1860. Tras la masacre de cristianos en el Líbano por parte de los drusos ese mismo año, muchos niños quedaron huérfanos. La casa de campo fue convertida en escuela y orfanato.
El 20 de enero de 1861, cuando Alphonse caminaba por la terraza de la casa vio un arcoíris que iba desde una fuente hasta una colina junto al lugar. Interpretó esto como una señal de la Virgen María de que debía adquirir aquel terreno, que consideraba ideal como la segunda sede en Tierra Santa. Alphonse compró el terreno. El primer paso fue construir una inmensa cisterna para recoger el agua de la estación lluviosa y un camino para ir a la parroquia, conocido como calle Ha-Ahayot (calle de las Hermanas). Alphonse fue a Europa para recaudar dinero para la obra. Cuando regresó, en mayo de 1864, vio agradado que las monjas habían construido una pequeña casa para él en el jardín. La construcción se terminó en 1883.
En 1865 finalizó el plazo de alquiler de la casa de Hanna Carlo y las monjas abandonaron el edificio para trasladarse a la nueva sede. En esta casa tienen la Capilla de Nuestra Señora de Sion.
Posteriormente, fundó la Escuela de Arte y Artesanía de San Pedro para chicos. En 1874 compró un terreno a un cristiano ortodoxo en la Ciudad Vieja de Jerusalén, donde construyó esta escuela. En este lugar estudiaban cristianos, judíos y musulmanes. A partir de 1948 este lugar se convirtió en el Centro Cristiano de Estudios Judíos de Ratisbonne. A partir de 1970 el centro tuvo también propósitos ecuménicos.
En 1876 Theodore enfermó en París y Alphonse fue a visitarlo.

## Regreso a Roma y peregrinación a Lourdes
En enero de 1878, Alphonse fue a Roma a celebrar la Eucaristía en la Basílica de Sant'Andrea delle Fratte. Le emocionó mucho ver la imagen de la Virgen en la capilla donde él tuvo la aparición y que la capilla de enfrente estuviese dedicada al Ecce Homo. También visitó al papa Pío IX.
Luego, se dirigió al Santuario de Lourdes, donde rezó en la gruta donde la Virgen María se apareció a Bernadette Soubirous.

## Regreso a Tierra Santa

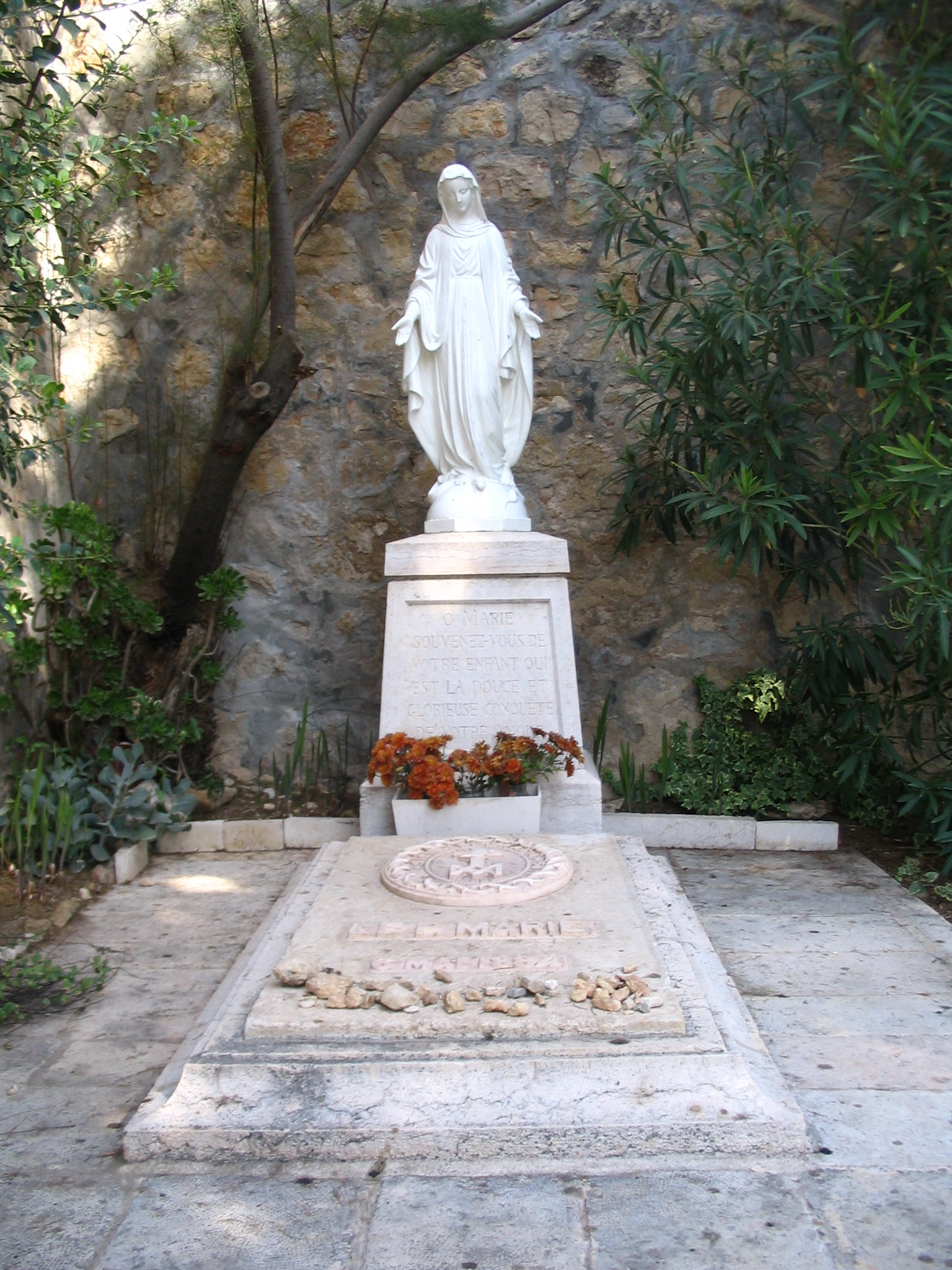
Ein Kerem, Nuestra Señora de Sion, tumba de Alphonse Marie Ratisbonne

Tras regresar a Tierra Santa, continuó trabajando en las fundaciones de Ecce Homo y San Pedro en Jerusalén y en Ein Karem.
Pasó sus últimos días en Ein Karem. Falleció el 6 de mayo de 1886. Su misa de réquiem se celebró en la Basílica de Ecce Homo. A ella asistieron doscientos sacerdotes y una gran multitud del pueblo.